# بوکسس کاچیکا
بوکسس کاچیکا (نام علمی: Buxus colchica) نام یک گونه از سرده شمشاد است.